# 역전! 야매요리
역전! 야매요리는 웹툰 작가 정다정이 매주 토요일마다 네이버 웹툰에서 연재했던 웹툰이다. 요리를 만드는 과정을 사진을 통해 재구성해 유머를 주는 형식의 웹툰이다. 자신의 블로그에 웹툰의 시초가 된 게시물을 연재하다 네이버 웹툰의 제의를 받고 연재를 시작했다.
그러다가 2012년 12월 4일 역전! 야매요리 단행본 1권이 출간이 되었다.

## 등장 인물
- 야매토끼: 정다정 작가 본인이다. 요리를 만들며 자신이 만든 요리를 맛이 없다고 가족들이 먹지 않아서 매일 자신이 먹는다.(어떨땐 맛있게 만들어지기도 한다.)현재는 독립하여, 연예인 판넬들과 동거중이다. 거의 매일 엄마에게 구박을 받는다. 극중에서는 토끼로 표현했지만, 정다정 작가는 양띠이다.
- 엄마: 말 그대로 야매토끼의 엄마이다. 항상 고무장갑을 끼고 싸대기를 날리는 게 특기다. 거의 모든 에피소드에서 고무장갑과 앞치마만 두르고 있다. 본명은 토선 씨.
- 북북이: 야매토끼의 남동생이다. (극중에선 아빠와 같이 거북이로 표현되었다.)밀리터리 덕후이며 항상 총탄과 총을 매고 다닌다. 정다정 작가와 나이 차이가 제법난다.
- 거거: 말 그대로 야매토끼의 아빠이다.대개 일이 끝나면 치킨을 사 오는데 가끔씩 야매토끼를 곤혹에 빠뜨린다. (58화 참고)

또한 술을 좋아해 가족들의 구박을 받기도 한다.
이외에도 모든 등장인물들을 거의 다 동물로 표현을 한다.

## 2011년
| 회차 | 연재일    | 음식                | 제목                          | 참고항목  | 별점      |
| ---- | --------- | ------------------- | ----------------------------- | --------- | --------- |
| 000  | 12월 5일  |                     | 프롤로그                      | 연재 시작 | 9.83 / 10 |
| 001  | 12월 10일 | 랍스터 튀김         | 럭셔리랍튀김                  |           | 9.87 / 10 |
| 002  | 12월 17일 | 후라이드, 양념 치킨 | 후라이드반 양념반 치킨무 많이 |           | 9.87 / 10 |
| 003  | 12월 24일 | 케이크              | 메리 솔로 크리스마스 케이크   |           | 9.89 / 10 |
| 004  | 12월 31일 | 장어롤              | 신년 특집 흑룡롤              |           | 9.87 / 10 |

## 2012년
| 회차 | 연재일    | 음식                                 | 제목                                          | 참고항목                                | 별점      |
| ---- | --------- | ------------------------------------ | --------------------------------------------- | --------------------------------------- | --------- |
| 005  | 1월 7일   | 떡국                                 | 용용이 떡국                                   |                                         | 9.89 / 10 |
| 006  | 1월 14일  | 매운탕, 고수쉐이크, 고수전, 고수젤리 | po결혼wer 고수 헌정 요리                      |                                         | 9.90 / 10 |
| 007  | 1월 21일  | 오므라이스                           | 멘탈붕괴 오므라이스                           |                                         | 9.91 / 10 |
| 008  | 1월 28일  | 산적볶이                             | 야매토끼 in 조선 上                           |                                         | 9.89 / 10 |
| 009  | 2월 4일   | 돈까스, 가츠동                       | 야매토끼 in 조선 下                           |                                         | 9.92 / 10 |
| 010  | 2월 11일  | 브라우니                             | 비바 솔로 발렌타인                            |                                         | 9.92 / 10 |
| 011  | 2월 18일  | 족발                                 | 족발 1/2                                      |                                         | 9.90 / 10 |
| 012  | 2월 25일  | 샐러드                               | 비만토끼                                      |                                         | 9.90 / 10 |
| 013  | 3월 3일   | 파테 드 카나드 앙 크루트             | 본격! 옷 입는 요리                            |                                         | 9.89 / 10 |
| 014  | 3월 10일  | 엿                                   | 사랑해 마지않는 커플들을 위한 화이트데이 요리 |                                         | 9.89 / 10 |
| 015  | 3월 17일  | 도시락                               | 외롭지 않아! 봄소풍 도시락                    |                                         | 9.91 / 10 |
| 016  | 3월 24일  | 계란찜                               | 폼페이 계란찜                                 |                                         | 9.92 / 10 |
| 017  | 3월 31일  | 치즈 케이크                          | 결전! 덤벼라 키친요정! 上                     |                                         | 9.90 / 10 |
| 018  | 4월 7일   | 시카고 피자                          | 결전! 덤벼라 키친요정! 下                     |                                         | 9.92 / 10 |
| 019  | 4월 14일  | 자장면                               | Z라인                                         |                                         | 9.90 / 10 |
| 020  | 4월 21일  | 아이스크림                           | 양푼이 아이스크림                             |                                         | 9.87 / 10 |
| 021  | 4월 28일  | 화이탕                               | 우리 존재 화이탕                              |                                         | 9.90 / 10 |
| 022  | 5월 5일   | 김밥                                 | [5월 특집] 어린이를 위해 요리했어린이 上      |                                         | 9.81 / 10 |
| 023  | 5월 12일  | 카레                                 | [5월 특집] 어린이를 위해 요리했어린이 下      |                                         | 9.76 / 10 |
| 024  | 5월 19일  | 불닭, 낙지볶음, 아귀찜, 곱창볶음     | 헬쿠킹 얼티메이텀                             |                                         | 9.89 / 10 |
| 025  | 5월 26일  | 냉면                                 | 역전냉면                                      |                                         | 9.88 / 10 |
| 026  | 6월 1일   | 타르트                               | [6월 특집] 여름의 타르트                      |                                         | 9.91 / 10 |
| 027  | 6월 8일   | 게장                                 | 게장의 맛                                     |                                         | 9.93 / 10 |
| 028  | 6월 15일  | 도넛                                 | 야밤, 마감, 그리고 도넛                       |                                         | 9.89 / 10 |
| 029  | 6월 22일  | 군데리아                             | 가슴이 밀덕밀덕                               |                                         | 9.91 / 10 |
| 030  | 6월 29일  | 감자맛탕                             | 감자 감자 베이비                              |                                         | 9.87 / 10 |
| 031  | 7월 6일   | 과일화채                             | [7월 특집] 등딱지를 돌려줘                    |                                         | 9.90 / 10 |
| 032  | 7월 13일  | 해물파전                             | 소나기                                        |                                         | 9.88 / 10 |
| 033  | 7월 20일  | 물회                                 | 별주부전                                      |                                         | 9.88 / 10 |
| 034  | 7월 27일  | 매운 삼계탕                          | 복날의 신                                     |                                         | 9.88 / 10 |
| 035  | 8월 3일   | 쿠키                                 | [올림픽특집] 메달을 걸어줘                    |                                         | 9.82 / 10 |
| 036  | 8월 10일  | 미역국                               | 납량미역국                                    |                                         | 9.86 / 10 |
| 037  | 8월 17일  | 마녀스프                             | 다이어트하는 그대에게                         |                                         | 9.83 / 10 |
| 038  | 8월 24일  | 만두                                 | 제갈공명과 대갈만두                           |                                         | 9.83 / 10 |
| 039  | 8월 31일  | 회오리 감자                          | [9월 특집] 볼라벤...좀 꺼져줄래?              |                                         | 9.85 / 10 |
| 040  | 9월 7일   | 순두부 빠네                          | 본격! 순두부멘탈 강화요리                     |                                         | 9.87 / 10 |
| 041  | 9월 14일  | 티라미수, 생강차                     | 감기엔 생강차...그리고?                       |                                         | 9.89 / 10 |
| 042  | 9월 21일  | 비빔밥버거                           | 캐릭정체성을 깨달은 아이                      |                                         | 9.82 / 10 |
| 043  | 9월 29일  |                                      | [추석외전] 엄마는 괴로워                      | 설거지 특집                             | 9.44 / 10 |
| 044  | 10월 5일  | 라자냐                               | 할매렌지의 역습                               |                                         | 9.82 / 10 |
| 045  | 10월 12일 | 단호박파이                           | 마지막 잎새                                   |                                         | 9.76 / 10 |
| 휴재 | 10월 19일 |                                      | 휴재공지 & FAQ                                | 휴재                                    | 9.64 / 10 |
| 046  | 10월 27일 | 갈비찜                               | 할로윈 갈비찜                                 |                                         | 9.21 / 10 |
| 047  | 11월 2일  | 닭죽                                 | [수능특집] 영혼을 위한 닭고기 죽              |                                         | 9.44 / 10 |
| 048  | 11월 9일  | 빼빼로, 부대찌개                     | 빼빼로 만들어 달라고 하지 말아요.             |                                         | 9.48 / 10 |
| 049  | 11월 16일 | 컵 떡볶이                            | 강아지를 키우고 싶어!                         |                                         | 9.61 / 10 |
| 050  | 11월 23일 | 고구마라떼, 고구마케이크             | 야매토끼! 시골에 가다                         |                                         | 9.59 / 10 |
| 051  | 11월 30일 | 된장찌개, 삼겹살                     | 역전! 야매요리 1주년 특별시상식               |                                         | 9.57 / 10 |
| 052  | 12월 7일  | 빠에야                               | 이럴 바에야! 빠에야!                          | 실전! 자취요리 - 빠에야                 | 9.60 / 10 |
| 053  | 12월 14일 | 퐁당 오 쇼콜라                       | 커플들을 위한 퐁당 오 쇼콜라                  | 실전! 자취요리 - 퐁당 오 쇼콜라         | 9.76 / 10 |
| 054  | 12월 21일 | 토마토 미트볼 스파게티               | 역전! 지구멸망요리                            | 실전! 자취요리 - 토마토 미트볼 스파게티 | 9.76 / 10 |
| 휴재 | 12월 29일 |                                      | [휴재4컷극장] 세상의 끝에서 식중독을 외치다   | 휴재                                    | 9.71 / 10 |

## 2013년
| 회차   | 연재일    | 음식                                                 | 제목                                | 참고항목                     | 별점      |
| ------ | --------- | ---------------------------------------------------- | ----------------------------------- | ---------------------------- | --------- |
| 055    | 1월 4일   | 해장국                                               | 신년맞이 속풀이 해장국              |                              | 9.72 / 10 |
| 056    | 1월 11일  | 초밥                                                 | 밀덕을 위한 보트는 없다             |                              | 9.81 / 10 |
| 057    | 1월 18일  | 치킨라이스크라탕, 치킨계란찜                         | 니가 시킨 치킨(1)                   |                              | 9.85 / 10 |
| 058    | 1월 25일  | 불닦볶음면, 김치피자칰수육, 닭니브레드, 양념치킨카레 | 니가 시킨 치킨(2)                   |                              | 9.81 / 10 |
| 059    | 2월 2일   | 찐빵                                                 | 동방삭과 복숭아                     |                              | 9.43 / 10 |
| 060    | 2월 8일   | 차례상                                               | 까치 까치 설날엔 셀프 차례상        |                              | 9.84 / 10 |
| 061    | 2월 15일  | 초콜릿                                               | 웹툰 담장자와 발렌타인을            |                              | 9.89 / 10 |
| 062    | 2월 22일  | 도시락                                               | DREAM GIRL                          |                              | 9.69 / 10 |
| 휴재   | 3월 1일   |                                                      | 휴재공지                            | 휴재                         | 9.25 / 10 |
| 063    | 3월 29일  | 상하이 스파이스 치킨 버거                            | 상하이는 매움매움해                 |                              | 9.83 / 10 |
| 064    | 4월 5일   | 팝콘                                                 | 벚꽃엔딩                            |                              | 9.87 / 10 |
| 065    | 4월 12일  | 슈니발렌                                             | Y사감과 러브레터                    |                              | 9.76 / 10 |
| 066    | 4월 19일  | 시금치 프리타타                                      | 싸인본 1200부와 뽀빠이 팔           |                              | 9.91 / 10 |
| 067    | 4월 26일  | 카레빵                                               | 충무공에게 생신빵을                 |                              | 9.82 / 10 |
| 068    | 5월 3일   | 안동찜닭                                             | 가자! 안동으로                      |                              | 9.81 / 10 |
| 069    | 5월 10일  | 더덕찹쌀구이, 장어덮밥                               | 아침밥 먹기 싫어!                   |                              | 9.90 / 10 |
| 070    | 5월 17일  | 고구마스프, 청국장샐러드                             | 직장의 신                           |                              | 9.75 / 10 |
| 071    | 5월 24일  | 중국 가정식                                          | 안녕! 상하...항저우?(1)             |                              | 9.86 / 10 |
| 072    | 6월 1일   | 탕후루                                               | 안녕! 상하...항저우?(2)             |                              | 9.88 / 10 |
| 073    | 6월 7일   | 맛살버거, 어니언링                                   | 안녕! 상하...항저우?(3)             |                              | 9.88 / 10 |
| 074    | 6월 14일  | 반찬                                                 | 야매토끼 독립하다                   |                              | 9.74 / 10 |
| 075    | 6월 21일  | 무김치, 배추김치, 수육                               | 하나 둘 셋 김치!                    |                              | 9.90 / 10 |
| 076    | 6월 28일  | 아이스찰떡                                           | 잘 부탁드립니다!                    |                              | 9.88 / 10 |
| 077    | 7월 5일   | 핫도그                                               | 지하철에 열차를 넣는 법             |                              | 9.40 / 10 |
| 078    | 7월 12일  | 탕수육치즈롤, 떠먹는 탕수피자, 탕수마요              | 탕수육아 제발 남지 말아줘           |                              | 9.73 / 10 |
| 079    | 7월 20일  | 나쵸                                                 | 고해의 나쵸                         |                              | 9.80 / 10 |
| 080    | 7월 26일  | 아이스크림                                           | 묵은 쌀로 여름나기                  |                              | 9.85 / 10 |
| 081    | 8월 2일   | 인절미                                               | 해와 달이 될 뻔한 오누이            |                              | 9.89 / 10 |
| 082    | 8월 9일   | 우유빙수                                             | 북북이의 가출과 팥빙수              |                              | 9.90 / 10 |
| 083    | 8월 16일  | 샌드위치                                             | 강냉이를 위하여                     |                              | 9.73 / 10 |
| 084    | 8월 24일  | 미트로프                                             | 미트로프 스핀오프                   |                              | 9.75 / 10 |
| 085    | 8월 30일  | 두부소박이                                           | 우리 아이 두부 먹이기               |                              | 9.90 / 10 |
| 086    | 9월 6일   | 누룽지주먹밥                                         | 고속도로의 중심에서 휴게소를 외치다 |                              | 9.90 / 10 |
| 087    | 9월 13일  | 송편                                                 | 추석 60분                           |                              | 9.91 / 10 |
| 088    | 9월 20일  | 돼지등갈비                                           | 엄마의 촉촉한 입술                  |                              | 9.87 / 10 |
| 089    | 9월 27일  | 사과파이                                             | 백설공주와 일곱 날파리              |                              | 9.93 / 10 |
| 090    | 10월 4일  | 머랭                                                 | 단군할아버지와 구름계단             |                              | 9.84 / 10 |
| 091    | 10월 11일 | 제육볶음                                             | 되지와 돼지 사이                    |                              | 9.93 / 10 |
| 092    | 10월 18일 | 배추전, 배추만두, 겉절이, 배추국                     | 배추가 죽었슴다--;                  |                              | 9.93 / 10 |
| 093    | 10월 25일 | 귀신손가락                                           | 내 손가락 내놔                      | 실전! 자취요리 - 흙지렁이 컵 | 9.93 / 10 |
| 094    | 11월 4일  | 알리오올리오                                         | 소란스런 음악감상회                 |                              | 9.94 / 10 |
| 095    | 11월 8일  | 가래떡 빼빼로                                        | 11월 11일은 모다? 모다?!            |                              | 9.93 / 10 |
| 096    | 11월 15일 | 사골김치찌개, 사골계란찜, 사골돼지조림               | 아빠와 사골국                       |                              | 9.95 / 10 |
| 097    | 11월 22일 | 귤쨈, 스콘                                           | 바선생과 경비 아저씨                |                              | 9.95 / 10 |
| 098    | 11월 29일 | 김장                                                 | 김장: 뜻밖의 여정                   |                              | 9.95 / 10 |
| 특별편 | 12월 6일  |                                                      | 김장후폭풍기념 4컷특집              | 건강상 이유로 특별편         | 9.75 / 10 |
| 099    | 12월 13일 | 케밥                                                 | 999999999                           |                              | 9.91 / 10 |
| 100    | 12월 20일 | 피자                                                 | 아듀 키친요정                       |                              | 9.91 / 10 |
| 101    | 12월 27일 | 오리구이                                             | 성냥팔이 토끼와 연말 칠면조 디너    |                              | 9.93 / 10 |

## 2014년
| 회차   | 연재일   | 음식                         | 제목                                 | 참고항목 | 별점      |
| ------ | -------- | ---------------------------- | ------------------------------------ | -------- | --------- |
| 102    | 1월 3일  | 당근케이크                   | 2014년이란 말이란 말입니다           |          | 9.90 / 10 |
| 103    | 1월 11일 | 불도장                       | 불불불 불도장                        |          | 9.72 / 10 |
| 104    | 1월 18일 | 셰퍼드 파이                  | 별이 빛나는 밤에                     |          | 9.92 / 10 |
| 105    | 1월 25일 | 공룡알                       | 북북이의 방학숙제                    |          | 9.92 / 10 |
| 106    | 2월 1일  | 떡만두국                     | 엄마의 떡만두국                      |          | 9.94 / 10 |
| 107    | 2월 7일  | 에너지바                     | 아빠와 발냄타인                      |          | 9.94 / 10 |
| 108    | 2월 14일 | 도넛                         | 오륜기를 돌려줘!                     |          | 9.40 / 10 |
| 109    | 2월 21일 | 깻잎페스토파스타             | 아빠의 용돈                          |          | 9.91 / 10 |
| 110    | 2월 28일 | 돼지고기 수육, 미역냉국      | 미세먼지를 주깁시다                  |          | 9.93 / 10 |
| 111    | 3월 7일  | 초코파이                     | 말하지 않으면 모르니까 초코파이      |          | 9.94 / 10 |
| 112    | 3월 14일 | 닭카롱, 치로로로쉐, 닭대사탕 | 진정한 화이트데이                    |          | 9.92 / 10 |
| 113    | 3월 21일 | 콜드토마토 스파케티          | 디스 이즈 스파르타아!                |          | 9.92 / 10 |
| 114    | 3월 28일 | 간장치킨                     | 실연은 치킨을 성숙하게 해            |          | 9.91 / 10 |
| 115    | 4월 4일  | 떡꼬치                       | 벚꽃은 사랑을 싣고                   |          | 9.83 / 10 |
| 특별편 | 4월 12일 |                              | 특별편                               | 가족소개 | 9.92 / 10 |
| 116    | 4월 18일 | 아이언면                     | 철 좀 듭시다                         |          | 9.94 / 10 |
| 117    | 4월 25일 | 프레지에                     | 마누라 딸기케이크 조공 대작전!       |          | 9.95 / 10 |
| 118    | 5월 2일  | 가정의 달                    | 5월 5일                              |          | 9.90 / 10 |
| 119    | 5월 9일  | 삼계탕                       | 어버이날엔 삼계탕을 삶계             |          | 9.95 / 10 |
| 120    | 5월 16일 | 쑥개떡                       | 북북이는 쑥쑥 크고 싶다              |          | 9.94 / 10 |
| 121    | 5월 23일 | 파인애플 소르베              | 초파리를 주깁시다 초파리는 나의 원수 |          | 9.76 / 10 |
| 122    | 5월 31일 | 갈매기살 크림파스타          | 갈매기요리의 추억                    |          | 9.83 / 10 |